# Morris & Salom Electrobat

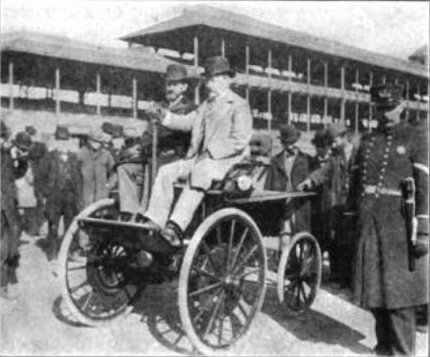
Morris & Salom Electrobat von 1894

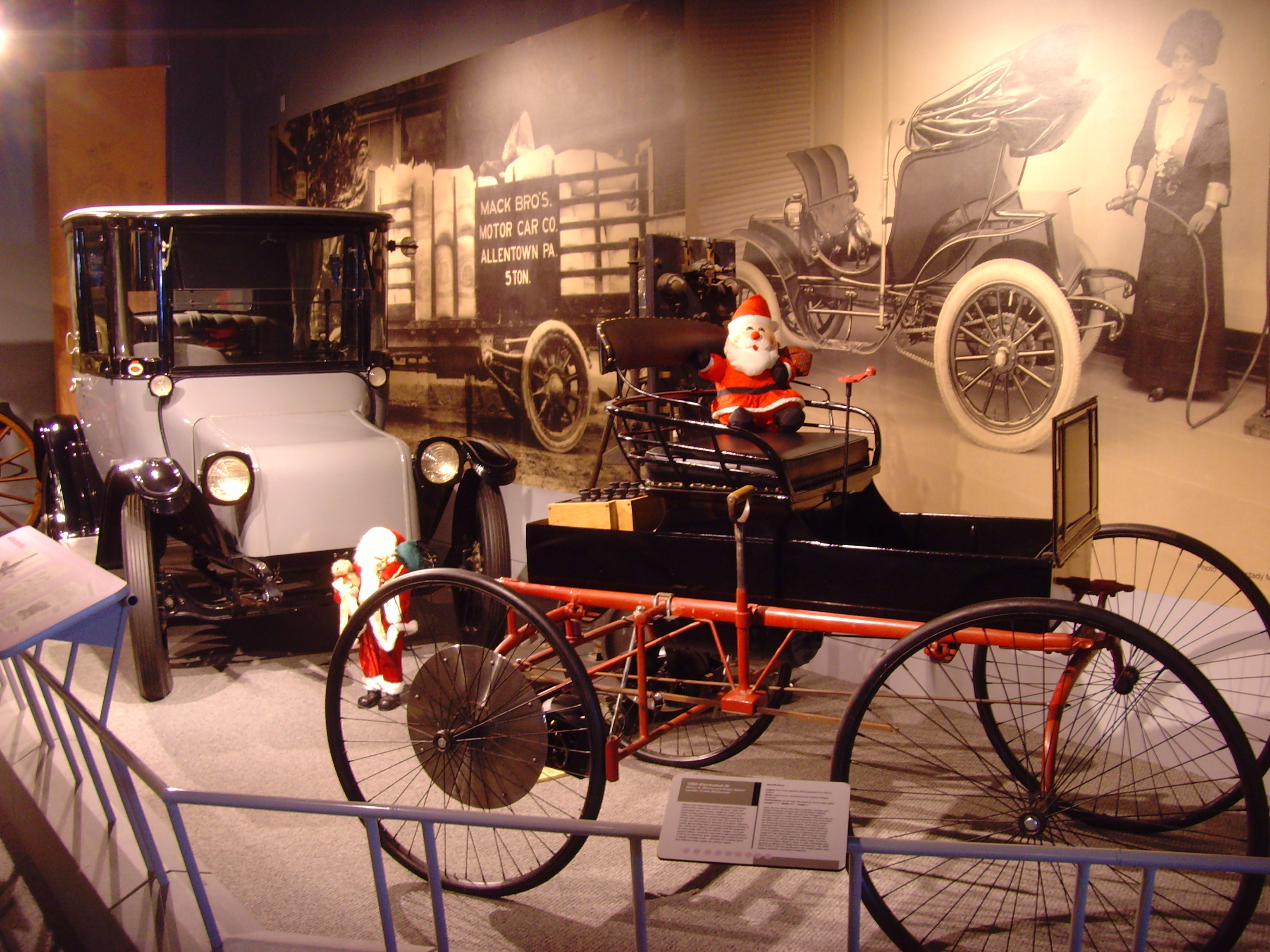
Morris & Salom Electrobat IV von 1895

Morris & Salom Electrobat ist die Bezeichnung für einige Personenkraftwagen. Hersteller war die Electric Carriage & Wagon Company aus den USA.

## Beschreibung
Henry G. Morris und Pedro G. Salom stellten zwischen 1894 und 1897 mehrere Elektroautos her. Sie werden als die ersten erfolgreichen Elektroautos bezeichnet.
Am 19. Januar 1894 erhielten sie ein Patent für ihr erstes Fahrzeug. An anderer Stelle wird der 31. August 1894 genannt. 80 km Reichweite, 24 km/h Höchstgeschwindigkeit und 1928 kg Leergewicht sind angegeben.
1895 erschienen sie mit drei Fahrzeugen beim Chicago Times-Herald Contest. Electrobat II war als Teilnehmer gemeldet. Es hatte zwei Elektromotoren von Lundell mit jeweils 1,5 PS Leistung. Sie waren an der Vorderachse montiert und trieben jeweils ein Vorderrad an. Die Hinterräder wurden gelenkt. Die Batterien kamen von der Electric Storage Battery Company. Als Leergewicht sind 748 kg angegeben. Die Charles F. Caffrey Carriage Company fertigte die Karosserie. Die Tages-Reichweite betrug angeblich 32 Kilometer am Tag, bei einer Aufladung in der Woche. Im September 1896 erreichte ein Electrobat II bei einem Rennen 42 km Höchstgeschwindigkeit und war damit schneller als ein Riker-Elektroauto und vier Duryea-Benzinautos.
Electrobat IV ist auf Ende 1895 datiert. Er wog nur 363 kg. Das Fahrzeug war 2008 im Museum America on Wheels ausgestellt. Von dort stammen die Angaben 231 cm Länge, 137 cm Breite und 152 cm Höhe.